# Антоніо Аскарі
Антоніо Аскарі (італ. Antonio Ascari; 15 вересня 1888, Сорга, Італія — 26 липня 1925, Монлері, Франція) — італійський автогонщик, чемпіон серії Гран-прі.

## Біографія
Антоніо Аскарі народився у Бонферрато у муніципалітеті Сорга (провінція Верона, регіон Венето) у сім'ї торговця зерном.
Розпочав свою гоночну кар'єру на високих рівнях у 1919 році за кермом модернізованого автомобіля Fiat GP зразка 1914 року. Як і Енцо Феррарі він у 1919 році взяв участь у перших повоєнних перегонах «Targa Florio». У цих перегонах Аскарі не дістався фінішу, так як потрапив в аварію, вилетівши у глибокий яр. Невдачі переслідували його на цій трасі і у 1920, і у 1921 роках. Але у 1922 році він спромігся приїхати четвертим. Керуючи Alfa Romeo, він на «Targa Florio» у квітні 1923 року, прийшов до фінішу другим за своїм командним напарником Уго Сівоччі. І вже, у наступному місяці на трасі у Кремоні, він фінішував першим, вигравши найзначимішу гонку в історії Гран-прі. У 1924 році він знову переміг на трасі у Кремоні у своїх перших перегонах на автомобілі моделі «Alfa Romeo P2» з 8-циліндровим двигуном з турбонаддувом, конструкції Вітторіо Яно, а згодом у Монці він виборов Гран-прі Італії.
У сезоні 1925 року представляв спортивну команду Alfa Romeo на Всесвітньому чемпіонаті конструкторів автомобілів, що проводився Міжнародною асоціацією визнаних автомобільних клубів (фр. Association Internationale des Automobile Clubs Reconnus — AIACR). 1925 рік повинен був стати успішним для Антоніо Аскарі. Його автомобіль домінував у змаганнях на трасі Спа-Франкоршам, де він виграв свій перший Гран-прі Бельгії. Він міг встигнути поїсти і попити під час піт-стопу. Аскарі у зв'язку з цим отримав прізвисько — «Maestro» (італ. piloti, che gente).
У віці 36 років Аскарі загинув, очолюючи перегони на Гран-прі Франції 26 липня 1925 року за кермом Alfa Romeo P2 на трасі у Монлері, що розташоване 25 км на південь від Парижа. Антоніо був відмінним гонщиком, що завжди діяв на межі можливостей боліда. Це його і згубило, він зачепив огорожу, машина перекинулася декілька разів.
Він залишив семирічного сина, Альберто, який став згодом одним із успішних гонщиків Формули-1 на початку 1950-их років. У 1955-му Альберто Аскарі загинув за кермом у віці тих же 36, що й батько, 26 числа але іншого місяця.
Антоніо Аскарі похований на Монументальному кладовищі у Мілані.